# 德胜体育中心
德胜体育中心，是广东省佛山市顺德区的一个大型体育场馆，位于大良德胜东路以南，广珠西线高速公路以西，德胜河以北，与顺德职业技术学院、顺德港相邻，占地23万平方米，总建筑面积21万平方米，总投资近30亿元，包括“三馆一场”，即一个2万座体育场、一个1.2万座体育馆以及2000座训练馆、2000座游泳馆及相关配套工程。

## 历史
2018年，顺德区人大代表张广辉提出《关于加快推动新体育中心建设，促进体育事业发展的建议》提案，获重点督办。2018年6月27日，顺德区政府常务会议同意实施德胜体育中心项目，选址在顺德客运港片区临近德胜河的一块湿地，2018年12月，该项目入选“顺德十大重点工程”。有关部门探索以“BOT模式”兴建，曾接洽拜访了多家企业，并通过《经济日报》等方式向社会招引意向单位，但响应者甚少，最终决定由政府出资建设该工程。2020年3月31日，顺德区举行中心城区“强中心”重点工程动工活动，德胜体育中心与顺兴大桥、顺通大桥同步动工。2022年9月，项目主体落成。

## 建筑
德胜体育中心建筑沿德胜河畔错落展开，游泳馆、训练馆、体育馆、体育场自西向东形成逐步上升的态势，体现“凤舞德胜”的设计理念，四个主要场馆围合成马鞍椭圆形，体育场、体育馆中间以近百米的红色螺旋坡道“赤龙凌空”与52米高空观景台相连。体育中心通过地下隧道与附近的顺德职业技术学院无缝衔接。
- 体育场：总建筑面积4.3万平方米，采用“巨型桁架+张弦网格”结构体系，总高度约52.4米，最大跨度137.38米，内设2万个座位，其中固定座位8000个、活动座位4000个，场内包含400米标准田径场和一个标准足球场。
- 体育馆：建筑面积约3.7万平方米，按照甲级体育馆规格建设，设有最大跨度达124米的“超级穹顶”，为目前全国室内场馆中跨度最大的索穹顶结构[7]。拥有12000个座位，其中固定座位10,000个，移动座位2,000个。
- 训练馆：屋面采用轮辐式双层索网结构，内设2000个座位，主要用于日常训练及中小型赛事和演出。
- 游泳馆：建筑面积约2.1万平方米，内设2000个座位，配备双标准泳池，兼顾赛事与市民健身需求。